# Кавасаки Дайси
Кавасаки Дайси (яп. 川崎大師), также Хэйкэн-дзи (яп. 平間寺) — буддийский храм в Кавасаки, Япония. Основан в 1128 году, служит штаб-квартирой секты Тисан (яп. 智山派) буддийской школы Сингон. Кавасаки Дайси — популярное место для хацумодэ (первое посещение места поклонения в новом году). В 2006 году хацумодэ здесь провели 2,72 миллиона человек, третье место в Японии и первое в префектуре Канагава. В 2016 году храм сделал приготовления для того, чтобы принять 3 миллиона посетителей в тот же период. Keikyu Corporation, старейшая железнодорожная комания в регионе Канто, начала работу в январе 1899 года с целью доставки пассажиров к Кавасаки Дайси из Токио.
Официально Хэйкэн-дзи носит название Конгосан Киндзёин Хэйкэн-дзи (яп. 金剛山金乗院平間寺).